# Hit Mania Champions 2010
Hit Mania Champions 2010 è una compilation di artisti vari facente parte della serie Hit Mania.
La compilation è mixata dal dj Mauro Miclini.

## Tracce
1. Kesha – Tik Tok (Fred Falke Rmx Radio) – 3:48
2. The Black Eyed Peas – Meet Me Halfway – 4:10
3. Angie Be – Soundwaves (Boyztronik Radio Edit) – 3:34
4. Gramophonedzie – Why Don't You – 3:00
5. Florence and the Machine – You've Got the Love – 2:35
6. Lady Gaga – Bad Romance – 4:34
7. Edward Maya – Stereo Love (feat. Vika Jigulina) (Paul & Luke Rmx Edit) – 2:41
8. Menini & Vianni – The Revolution (feat. Terri B.) – 3:06
9. Kohma – Better of Alone (Sunrise Mix) – 3:12
10. Beats & Styles – Friend (feat. Justin Taylor) – 2:46
11. Mason – Corrected (feat. DMC e Sam Sparro) (Mason Radio Edit) – 2:12
12. BT – Suddenly – 3:23
13. The Black Project – Wonder – 2:56
14. Noferini & Marini Vs. Sylvia Tosun – Push'N'Pull – 2:55
15. Criminal Vibes – Say I'm Gonna Be Your Boy (feat. Luciana) – 3:16
16. Dannii Minogue Vs. Flower Power – You Won't Forget About Me (Libex Radio Edit) – 3:14
17. Tiësto – Who Wants To Be Alone (feat. Nelly Furtado) – 3:21
18. The Temper Trap – Sweet Disposition – 3:50
19. Mika – Rain – 3:26
20. Owl City – Fireflies – 3:35
21. Dashboard Confessional – Belle of the Boulevard – 3:49
22. Selma Hernandes – Musica (Pra Dançar) – 3:21

Durata totale: 72:44